# KT (énergie)

kT est le produit de la constante de Boltzmann (k) et de la température absolue (T, en kelvins). Du fait de l'unité de k (des joules par kelvin), le produit de ces deux éléments est une énergie, qui dépend donc de la température. Cette énergie est utilisée en physique comme facteur d'échelle pour les systèmes moléculaires, beaucoup de phénomènes ou réactions ayant des taux et des fréquences dépendant non seulement de l'énergie, mais du ratio entre l'énergie et ce facteur kT. On retrouve cette dépendance notamment dans la loi d'Arrhenius ou encore dans la distribution de Boltzmann et par conséquent dans la statistique de Maxwell-Boltzmann, mais aussi dans les statistiques de Bose-Einstein et de Fermi-Dirac en mécanique quantique. Pour un système en équilibre d'un ensemble canonique, la probabilité du système d'être dans un état d'énergie E est proportionnelle à e−ΔE / kT. 
On retrouve cette propriété appliquée dans de nombreux domaines de la physique ou de la chimie, notamment en thermodynamique (théorie cinétique des gaz), en biophysique, ou encore en électronique (théorie des bandes). Dans ce dernier cas, il est courant de comparer des niveaux d'énergie, que ce soit la bande interdite (gap) quand elle est suffisamment étroite ou des niveaux d'énergie quantifiés dans des nanostructures (puits, fils ou boîtes quantiques), à kT, qui est alors assimilée à l'énergie apportée par l'agitation thermique aux électrons, leur permettant (ou non) de franchir des barrières énergétiques.
En thermodynamique, kT est la quantité de chaleur requise pour augmenter l'entropie d'un système d'un nat.
Dans les systèmes macroscopiques, avec donc un grand nombre de particules (molécules) présentes, on utilise plutôt RT, où R est la constante universelle des gaz parfaits, qui est le produit de la constante de Boltzmann (k) et du nombre d'Avogadro (NA),ce qui fait que le produit RT est une énergie par mole.

À température ambiante (25 °C), kT vaut 4,11 × 10−21 J, 4,114 pN nm, 9,83 × 10−22 cal, 25,7 meV ou encore 200 cm−1.